# Spilosoma azumai
Spilosoma azumai är en fjärilsart som beskrevs av Inoue. Spilosoma azumai ingår i släktet Spilosoma och familjen björnspinnare. Inga underarter finns listade i Catalogue of Life.